# Gran Premio de Llodio 2009
Il Gran Premio de Llodio 2009, sessantesima edizione della corsa e valida come evento del circuito UCI Europe Tour 2009 categoria 1.1, fu disputata il 29 marzo 2009, per un percorso totale di 175,5 km. Fu vinta dallo spagnolo Samuel Sánchez, al traguardo con il tempo di 4h03'58" alla media di 43,162 km/h.
Al traguardo 80 ciclisti portarono a termine il percorso.

## Ordine d'arrivo (Top 10)
| Pos. | Corridore            | Squadra         | Tempo    |
| ---- | -------------------- | --------------- | -------- |
| 1    | Samuel Sánchez       | Euskaltel       | 4h03'58" |
| 2    | David de la Fuente   | Fuji-Servetto   | s.t.     |
| 3    | Ezequiel Mosquera    | Xacobeo Galicia | s.t.     |
| 4    | José Joaquín Rojas   | C. d'Epargne    | s.t.     |
| 5    | Aitor Galdós         | Euskaltel       | s.t.     |
| 6    | Víctor Hugo Peña     | Rock Racing     | s.t.     |
| 7    | David Herrero        | Xacobeo Galicia | s.t.     |
| 8    | José Alberto Benítez | Fuji-Servetto   | s.t.     |
| 9    | André Cardoso        | Palmeiras       | s.t.     |
| 10   | Ricardo Serrano      | Fuji-Servetto   | s.t.     |